# پی‌یر دوهم
پیر دوهم (فرانسوی: Pierre Duhem‎؛ زاده ۹ ژوئن ۱۸۶۱ درگذشته ۱۴ سپتامبر ۱۹۱۶) یک فیزیک‌دان اهل فرانسه بود.